# Дијего Гарсија (маратонац)
Дијего Гарсија Коралес (шп. Diego García Corrales; Азкотија, 12. октобар 1961 — Азпејтија, 31. март 2001) био је шпански маратонац, која је завршио као 9. (2:14:56) на Олимпијским играма 1992. у Барселони. Четири године касније, у Атланти је сасвим подбацио и завршио као 53. резултатом 2:22:11.
Учествовао је на 3 светска и 2 европска првенства. Најуспешнији је био на Европском првенству 1994. у Хелсинкију освојивши сребрну медаљу (2:10:46).

## Значајнији резултати
| Год.    | Такмичење          | Место                | Плас.   | Рез.    | Дет.    |
| Шпанија | Шпанија            | Шпанија              | Шпанија | Шпанија | Шпанија |
| ------- | ------------------ | -------------------- | ------- | ------- | ------- |
| 1991    | Светско првенство  | Токио, Јапан         | 14.     | 2:21:16 |         |
| 1992    | Олимпијске игре    | Барселона, Шпанија   | 9.      | 2:14:56 |         |
| 1994    | Европско првенство | Хелсинки, Финска     |         | 2:10:46 |         |
| 1995    | Светско првенство  | Гетеборг, Шведска    | 6.      | 2:15,34 |         |
| 1996    | Олимпијске игре    | Атланта, Атланта     | 53.     | 2:22:11 |         |
| 1997    | Светско првенство  | Атина, Грчка         | —       | НЗ      |         |
| 1998    | Европско првенство | Будимпешта, Мађарска | —       | НЗ      |         |

## Лични рекорди
| Дисциплина  | Резултат | Место                   | Датум             |
| ----------- | -------- | ----------------------- | ----------------- |
| 10.000 м    | 28:42,66 | Сан Себастијан, Шпанија | 5. јул 1997.      |
| Полумаратон | 1:03:14  | Азпејтија, Шпанија      | 12. фебруар 1989. |
| Маратон     | 2:09:51  | Фукуока, Јапан          | 3. децембар 1995. |